# كريم (شركة)
كريم هي شركة متخصصة بتقديم خدمات التوصيل من خلال موقعها الإلكتروني وتطبيقات الهواتف الجوّالة الذكية. يقع مقرها في مدينة دبي، بالإضافة إلى إمكانية رصد وتتبع مكان السيارة بشكل آلي وآني على الخريطة والدفع بسهولة نقداً أو بواسطة بطاقة الائتمان. تأسست الشركة في يوليو عام 2012 وتدير مكاتب لها في 18 مدينة في مختلف أنحاء الشرق الأوسط.
وفي 25 مارس 2019 أعلن رسمياً عن قيام شركة أوبر بالاستحواذ على شركة كريم مقابل 3.1 مليار دولار.

## الاستثمارات في كريم[3]
- شركة الاتصالات السعودية
- مجموعة سيرا القابضة
- مجموعة أبراج
- شركة ومضة كابيتال

## استحواذ شركة أوبر
تمكنت شركة «أوبر» من الاستحواذ على «كريم» مقابل 3.1 مليار دولار وأعلنت عن الصفقة في 26 مارس/آذار عام 2019.

## وصلات خارجية
- الموقع الرسمي